# Becontree (metrostation)
Becontree is een station van de metro van Londen aan de District Line. Het station is in 1926 geopend door de London Midland and Scottish Railway (LMS). 

## Geschiedenis
In 1858 werd een lijn door East Ham aangelegd om een snellere verbinding te bieden tussen Barking en de stad Londen, die aansluit op de London and Blackwall Railway- route naar Fenchurch Street. Tussen 1885 en 1888 legde de London, Tilbury and Southend Railway (LT&SR) een lijn aan tussen Barking en Pitsea via Upminster om een kortere route, dan die langs de Theems, te volgen, echter zonder station bij Becontree. 
De London, Midland and Scottish Railway (LMSR) werd in 1923 eigenaar van de LT&SR en besloot tot de bouw van een station bij de nieuwe woonwijken die destijds in aanbouw waren rond de spoorlijn. De spoorlijn werd hier gekruist door Becontree Estate Railway, een tijdelijke spoorlijn die tussen 1921 en 1934 werd gebruikt ten behoeve van de bouw van de woonwijk Becontree. De woonwijk Becontree werd in de jaren 1920 gebouwd door CJ Wills and Sons Ltd en werd voltooid in 1938. Op 28 juni 1926 werd het station onder de naam Gale Street Halt geopend zonder dat er wegen naar het station liepen. In 1929 stelde het bedrijf voor om hun lijn tussen Barking en Upminster te verdubbelen van twee naar vier sporen, waarvan de twee noordelijkste geëlektrificeerd zouden worden ten behoeve van de metro. Het station werd herbouwd en er kwamen nieuwe perrons langs de metrosporen. Gale Street Halt werd omgedoopt in Becontree als verwijzing naar de nieuwbouwwijk bij het station. 
Het nieuwe stationsgebouw werd ontworpen door architect William Henry Hamlyn en geopend op 18 juli 1932. De elektrische metrodiensten werden van meet af aan verzorgd door de District Railway en gingen op 12 september 1932 van start toen ook de metrostations  Dagenham Heathway en Upney in gebruik werden genomen. De woonwijk zou worden bediend door hogesnelheidstrams, met diensten vanaf Ilford, via verschillende takken door de wijk, bij de lijn naar Barking uit te komen. Dit werd niet gesteund door de gemeenten Ilford en Barking en werd stopgezet vanwege problemen met de autoriteiten van Ilford en de noodzaak om de lijn van Barking naar Upminster te elektrificeren. Er lag ook een uitgewerkt plan voor een Kearney Monorail-buis die Becontree met de stad verbindt, dit is evenmin uitgevoerd. In 1933 werd het OV in Londen genationaliseerd in de London Passengers Transport Board dat de verschillende metrobedrijven de uniforme uitgang Line gaf, zodat de District Railway de District Line werd.   
In 1935 stonden er ongeveer 18.000 huizen in dit gebied, en samen met ontwikkelaars voegde de Dagenham Council tot 1965 meer dan 5000 huizen toe. In 1940 was de bevolking gegroeid tot 116.000 inwoners. Dit specifieke deel van de lijn tussen Barking en Upminster was populair onder forensen die naar West- en East Ham reisden, waardoor er minder busdiensten nodig waren. Andere redenen waren een vermindering van de reistijd naar Charing Cross tot 35 minuten en de goede beschikbaarheid van metro's die dit deel van de lijn bedienen.
De sporen op de voormalige LT&SR-lijn naar Upminster werden tot 1961 gedeeld met goederen en reizigersdiensten met stoomlocomotieven, daarna was de District Line de enige gebruiker van de geëlektrificeerde sporen. In dezelfde tijd werd de LT&SR geëlektrificeerd met bovenleiding, hetgeen op 15 juni 1962 gereed was. Sindsdien fungeert de treindienst als sneldienst en de metro als stopdienst waarbij de treinen niet stoppen tussen Barking en Upminster.

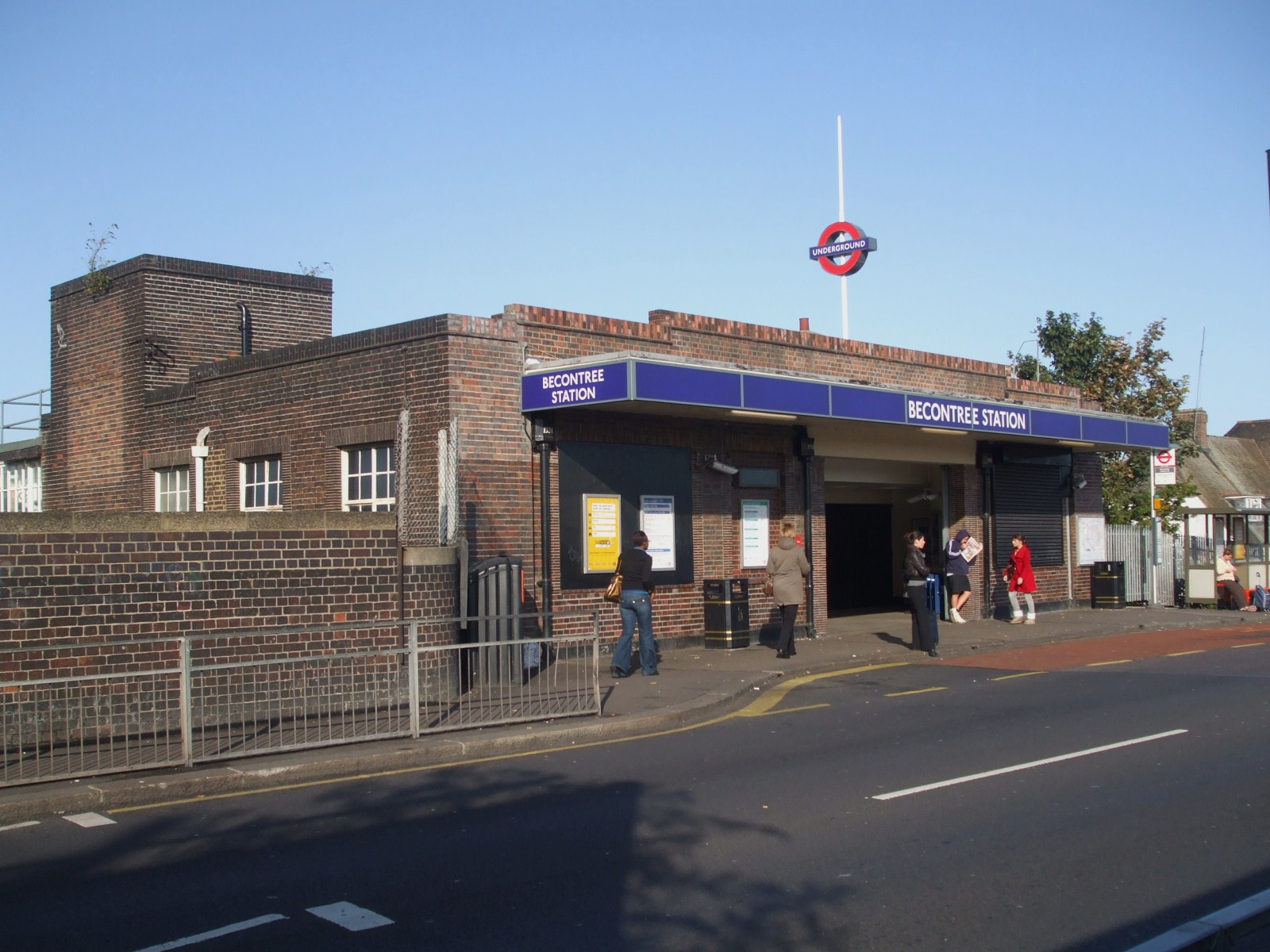
Het stationsgebouw aan Gale Street.
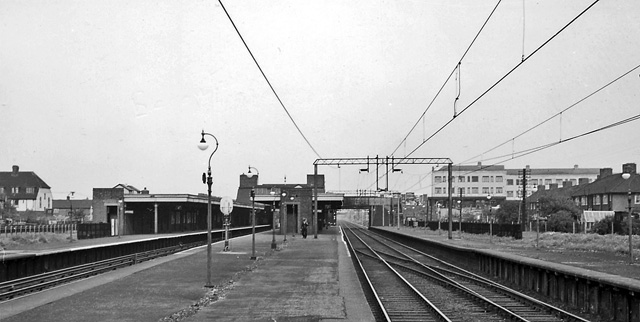
Het station op 12 mei 1961.
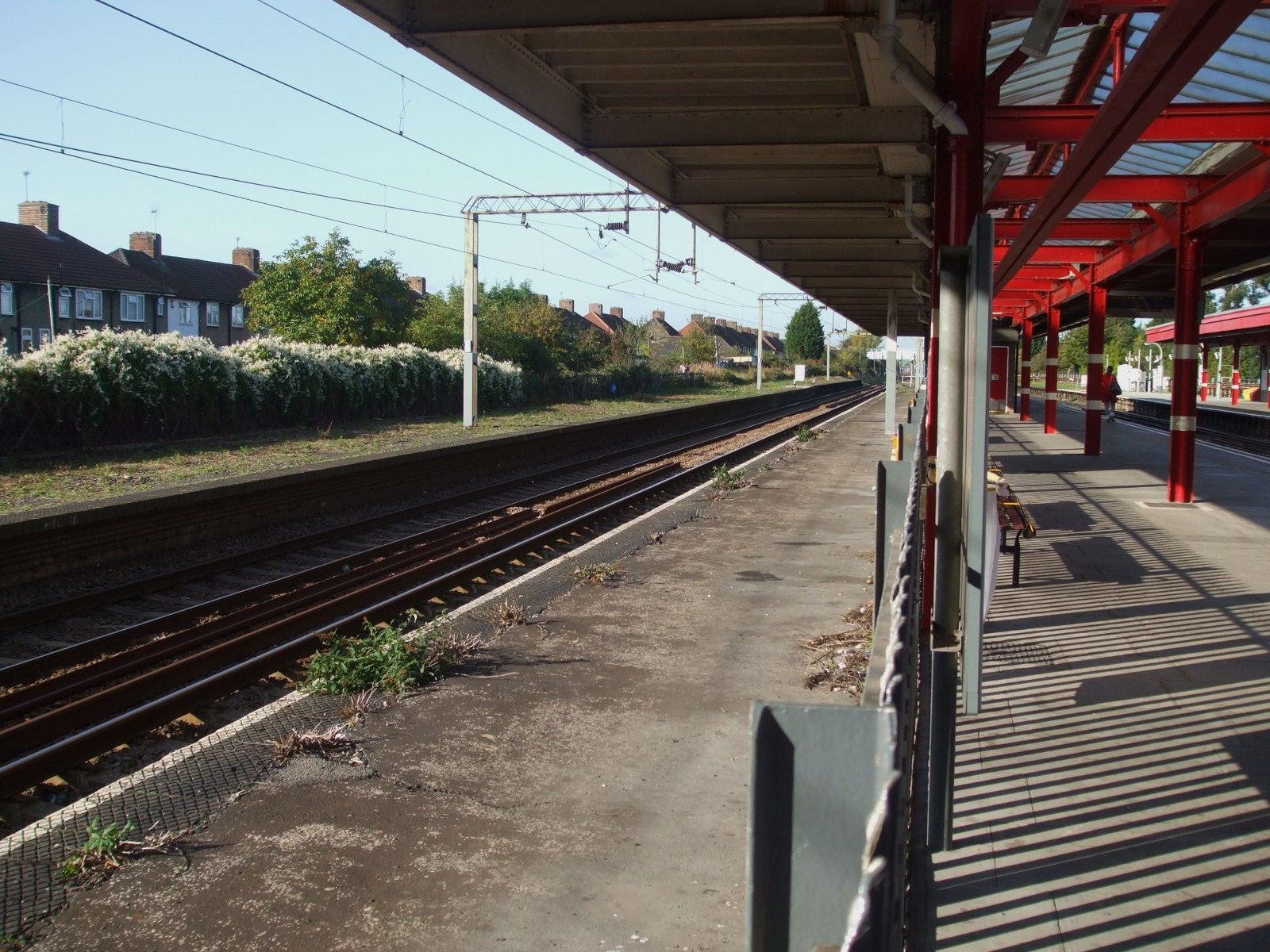
De sporen en ongebruikte perrons van de LTS bij Becontree.

## Ligging en inrichting
Het station ligt op 9,1 kilometer van Upminster in het oosten en 25,1 kilometer van Earl's Court in het centrum van Londen, waar de lijn splitst in verschillende takken.Het station is gelegen aan de westkant van Gale Street waar deze het spoor kruist. Het bedient de woonwijk Becontree en Parsloes Park ten noorden van het station, vlak ten zuiden van het station ligt een winkelgalerij. In de buurt liggen onder meer een rijschool, de Jo Richardson Community School, Roding Primary School en The James Campbell Primary School.
Het station heeft vier sporen waarvan de noordelijke twee worden gebruikt door de District Line en de zuidelijke twee door de LT&SR, al stopt die sinds 1962 niet meer bij het station. Hierom is het eiland perron aan de zuidkant afgezet met een hek. De bakstenen stationsgebouwen met één verdieping, zoals Becontree, hebben een typisch jaren 30-ontwerp en zijn destijds ook gebouwd in Dagenham East, Hornchurch en Upminster. In 2006 voltooide metronet het groot onderhoud waarbij meerdere historische elementen werden hersteld, de camerabewaking werd vervangen en het omroepsysteem werd verbeterd. Het tegelwerk werd vernieuwd, de plafonds opgeknapt, er werden nieuwe voelbare strips aangebracht, hulppunten voor klanten en betere verlichting geïnstalleerd. Hoewel deze werken tussen 2005 en 2006 werden uitgevoerd, was het station verschillende weekenden gesloten, waardoor vervangende bussen naar het station Dagenham Heathway reden.

## Reizigersdienst
De normale dienst tijdens de daluren bestaat uit:
- 12 metro's per uur in oostelijke richting naar Upminster
- 6 metro's per uur westwaarts naar Ealing Broadway
- 6 metro's per uur westwaarts naar Richmond

## In de populaire cultuur
Het station zou behekst zijn door een anonieme vrouw met lang blond haar, die door verschillende personeelsleden zou zijn gezien.